# Université de médecine et d'odontologie de Tokyo
Ne doit pas être confondu avec Université de médecine de Tokyo ou Collège dentaire de Tokyo.
L'Université de médecine et d'odontologie de Tokyo (東京医科歯科大学, Tōkyō ika shika daigaku) est une université nationale japonaise, située à Tokyo la capitale du Japon.
Il a fusionné avec l'Université de technologie de Tokyo pour former l'Université des sciences de Tokyo le 1er octobre 2024.

## Histoire
L'université a été créée en 1928, et elle a reçu son statut d'université en 1946.

## Composantes
L'université est structurée en facultés de 1er cycle (学部, gakubu), qui ont la charge des étudiants de 1er cycle universitaire, et en facultés de cycles supérieurs (研究科, kenkyūka), qui ont la charge des étudiants de 2e et 3e cycle universitaire.

### Facultés de1ercycle
L'université compte 3 facultés de 1er cycle (学部, gakubu).
- Faculté de médecine
- Faculté d'odontologie
- Faculté d'arts et sciences

### Facultés de cycles supérieur

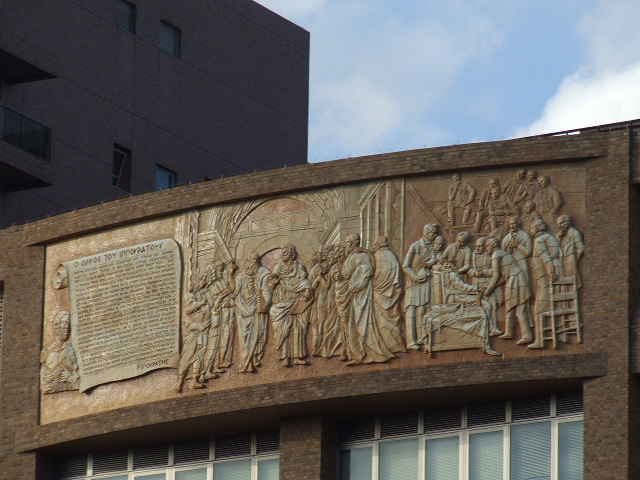

L'université compte 3 facultés de cycles supérieurs (研究科, kenkyūka).
- Facultés de sciences médicales et dentaires
- Faculté de sciences de la santé
- Faculté de science biomédicales

## Personnalités liées

### Ancien étudiant
- Mitsuru Sakurai, parlementaire japonais